# توت القزية
تُوتُ القَزِّيَّةِ أو التُّوتُ الجَنُوبِيُّ (الاسم العلمي: Morus australis Poir. أو Morus bombycis Koidz.) هو نوع نبات يتبع جنس التوت من الفصيلة التوتية.